# Dušan Simović
Dušan T. Simović (Kragujevac, 28 de octubre de 1882—Belgrado, 26 de agosto de 1962) fue un militar serbio que se desempeñó como general en el Ejército del Reino de Yugoslavia y fue primer ministro yugoslavo en abril de 1941, cuando el III Reich lanzó su Invasión de Yugoslavia en el marco de la II Guerra Mundial. Más tarde continuó como primer ministro del Gobierno yugoslavo en el exilio durante parte de la guerra.

## Comienzos
Simović se graduó de la academia militar de Belgrado en el año 1900 e ingresó entonces en el Ejército serbio. Prestó servicios en las dos Guerras de los Balcanes y luego en la Primera Guerra Mundial, al tiempo que ascendía en el escalafón militar. Tras 1918 se involucró en el desarrollo de la aviación militar del recién creado Reino de Yugoslavia, estimulando la expansión de esta nueva arma y laborando como jefe máximo de la Fuerza Aérea hasta 1938.

## Golpe de Estado y Gobierno yugoslavo frente al Eje
Durante bastante tiempo, Simović había sido contrario a la excesiva influencia de la Alemania nazi en los Balcanes, y formuló con otros diversos planes de defensa para una eventual invasión alemana. Cuando se conoció que Yugoslavia se adhería al Pacto Tripartito en marzo de 1941, Simović dirigió a un grupo de militares nacionalistas serbios en un repentino golpe de Estado contra el príncipe Pablo Karađorđević (regente del reino por la minoría de edad del rey Pedro II), y el Gobierno del primer ministro Dragiša Cvetković, acusándolos de sujetar al país a la órbita de influencia germano-italiana. El golpe, llevado a cabo en la madrugada del 27 de marzo de 1941, lo dirigió el general de las Real Fuerza Aérea Yugoslava Bora Mirković, que colocó a Simović como nuevo primer ministro.
Simović fue elegido primer ministro en el nuevo régimen y se proclamó como nuevo jefe de Estado al rey Pedro II de Yugoslavia, a pesar de no haber alcanzado la mayoría de edad legal. Tras los primeros momentos de euforia, el nuevo gobierno hubo de moderar sus expresiones a favor de los Aliados e intentar evitar la ira alemana ante el desplante sufrido. El gobierno de Simović se negó a ratificar el Pacto Tripartito pero no lo rescindió. Internamente, su situación era precaria ante el recelo del principal partido croata, el Partido Campesino Croata, de los motivos del golpe militar, que sospechaba incluían el rechazo a las concesiones a los nacionalistas croatas de agosto de 1939 (Sporazum). Los intentos de apaciguamiento de Hitler fracasaron. Furioso ante el golpe de mano y las manifestaciones antigermanas que siguieron, la misma tarde del 27 de marzo ordenó la invasión inmediata del país.
El alto mando alemán contaba con poder aplastar rápidamente Yugoslavia, mantener escasas tropas de ocupación y utilizar al máximo a sus aliados del Eje. Los italianos, a los que también sorprendió completamente el golpe militar, se hallaban escasamente preparados para ayudar a Hitler: sus tropas se encontraban en mala situación en Albania combatiendo a los griegos y las unidades en la frontera de Istria se habían reducido de 37 divisiones en el otoño de 1940 a únicamente 5. Los italianos trataron por tanto de calmar a Hitler y de restaurar las relaciones entre alemanes y yugoslavos, sin éxito.
A los pocos días del golpe, el 3 de abril de 1941, el nuevo ministro de Exteriores aseguró a Alemania e Italia que su gobierno mantendría todos los acuerdos que el país había contraído(en clara referencia al Pacto Tripartito recién firmado y que había sido el detonante del golpe de Estado).
Esto y otros gestos de acercamiento al Eje no evitaron que el 6 de abril de 1941 Alemania invadiese Yugoslavia con ayuda de Bulgaria y de Hungría, quienes permitieron el tránsito de tropas alemanas por sus territorios, aunque no participaron en la fase inicial de la ofensiva. El Gobierno de Simović, que no podía contar con la lealtad de parte de las tropas croatas, se encontraba con un ejército formado en su mayor parte por reclutas inexpertos y había elegido una estrategia defensiva equivocada por motivos políticos (defensa perimetral para proteger Eslovenia y Croacia), fue rápidamente derrotado por las tropas del Eje.

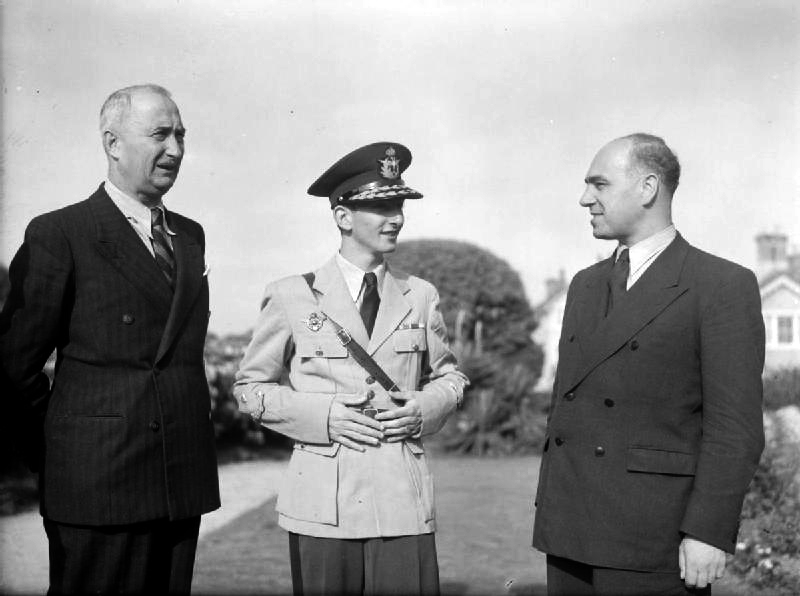
Simović, izquierda, junto al rey Pedro II de Yugoslavia a su llegada a Londres el.

## Gobierno en el exilio
Tras 11 días de resistencia, Simović y su familia huyeron al extranjero, pero retornó a Belgrado en 1945 y escribió textos sobre cuestiones militares, residiendo allí hasta su muerte. Anteriormente había sido uno de los 3 regentes propuestos por Pedro II de Yugoslavia para representarle hasta su posible regreso al país, en febrero de 1944. Tito, después de aceptarle en un comienzo, rechazó su candidatura.
| Predecesor: Dragiša Cvetković | Primer ministro del Reino de Yugoslavia 1941 - 1942 (Gobierno yugoslavo en el exilio desde 1941 a 1945) | Sucesor: Slobodan Jovanović (Gobierno en el exilio) Milan Nedić (Gobierno de Salvación Nacional de Serbia) Ante Pavelić (Estado Independiente de Croacia) |